# Janine Butcher
Janine Butcher, (previamente: Evans, Malloy & Moon) es un personaje ficticio de la serie de televisión británica EastEnders, interpretada por la actriz Rebecca Michael del 22 de junio de 1989 hasta 1993, por Alexia Demetriou de 1993 hasta 1996 y por Charlie Brooks desde 1999 hasta el 2004 y de diciembre del 2008 hasta el 20 de marzo de 2014.

## Biografía
En el 2004 junto a su amante Paul Trueman inventaron un plan para quitarle todo el dinero a Barry, sin embargo mientras Janine y Barry daban un paseo por las colinas, Janine le confesó todo y le dijo que sólo se había casado con él por su dinero, que no lo amaba y que le daba asco, Barry incrédulo le dijo que la amaba pero Janine lo empujó desde un acantilado lo cual ocasionó que Barry se golpeara la cabeza con una roca y muriera mientras ella sentada lo veía agonizar.
En el 2008 Janine regresó a la calle Waldford para asistir al funeral de su padre, Frank. Ese mismo año se casó con David, un hombre judío y mucho mayor que ella solo para quedarse con su dinero. Más tarde en el 2009 Janine mató a Danielle Jones, después de atropellarla con su auto. 
En el 2010 después de poco tiempo de salir se casó con Ryan Malloy sin embargo el mismo día el Queen Vic se incendió y Ryan fue a salvar a Stacey Slater y a Lily Branning, ahí Stacey le reveló que él era el padre biológico de Lily. Cuando Janine se enteró se enfureció y para vengarse de ambos secuestro a Lily, cuando Ryan se dio cuenta de que Lily estaba escondida en el auto enfadado discutió con ella y cuando Janine se estacionó en las vías del tren para jugarle una broma los tres estuvieron a punto de morir cuando el auto no encendió, Janine se encerró en el auto con Lily, sin embargo Ryan fue capaz de moverlo de las vías y luego obligó a Janine a devolverle a Lily a Stacey.
Poco después intentó matar a Ryan, Stacey y Lily envenenándolos, sin embargo su plan no resultó ya que Stacey y Lily solo se enfermaron, en el hospital Janine trató de matar a Ryan de nuevo, sin embargo no lo logró y Ryan después de pasar un tiempo ahí se recuperó. El matrimonio terminó destruyéndose cuando Ryan le dijo a Stacey que la amaba.
En diciembre del mismo año Janine se apuñaló a sí misma e intentó incriminar a Stacey, cuando se enteró de que Ryan la iba a dejar para irse con ella y la pequeña hija de ambos Lily. Inmediatamente cuando Ryan se enteró, ayudó a Stacey a irse y cuando fue a visitar a Janine al hospital le dijo que la odiaba por haber hecho que la única mujer que en verdad ama y su hija se fueran, luego intentó matarla desconectándole los tubos, sin embargo Pat Evans la encontró y llamó a los doctores, cuando Ricky y Pat se enteraron de que Janine había mentido y que ella se había apuñalado ambos le dieron la espalda y dejaron de apoyarla, poco después Janine se recuperó.
En el 2012 Michael le propuso matrimonio a Janine y esta aceptó. En julio del mismo año la pareja se casó y Janine dio a luz ese mismo día a su primera hija, Scarlett Moon.
A principios de noviembre del 2013 Janine apuñala a Michael lo que le causa la muerte, pero cuando es interrogada por la policía ella acusa a Alice Branning del asesinato, sin embargo más tarde en diciembre Janine le revela a David Wicks que ella había matado a Michael.
En diciembre del mismo año Janine intenta matar a David atropellándolo después de que él la amenazara con revelar que ella había sido la responsable de la muerte de Michael, poco después cuando David la amenaza diciéndole que mostraría una grabación de ella aceptando que había matado a Michael, Janine entra en pánico e intenta matar a David atropellándolo, pero él se salva, unos minutos más tarde cuando Carol Branning descubre el celular de David con la grabación se la da a Joey Branning y se la muestran a la policía, Janine intenta escapar pero finalmente es detenida por la policía y arrestada por su crimen. 
Más tarde durante su juicio Janine es encontrada inocente de la muerte de Michael y luego de ser liberada Janine va a buscar a Scarlett quien se encontraba con su hermana Diane y decide mudarse a Francia.

## Asesinatos
| Fecha de Asesinato     | Personaje      | Causa                                                  |
| ---------------------- | -------------- | ------------------------------------------------------ |
| 1 de noviembre de 2013 | Michael Moon   | murió luego de que Janine lo acuchillara               |
| 2 de abril de 2009     | Danielle Jones | murió luego de que Janine la atropellara               |
| 2 de enero de 2004     | Barry Evans    | murió luego de que Janine lo empujara de un acantilado |